# Copa de la Liga Profesional 2024
La Copa de la Liga Profesional de Fútbol de AFA 2024, conocida como Copa de la Liga Profesional 2024, Copa de la Liga 2024, «Copa Sur Finanzas 2024» (por motivos de patrocinio) o simplemente Copa 2024, fue la quinta y última edición de esta competición organizada por la Liga Profesional de Fútbol, órgano interno de la Asociación del Fútbol Argentino. Comenzó el 25 de enero y finalizó el 5 de mayo. 
La disputaron los veintiocho equipos que luego participaron del Campeonato de Primera División 2024. El campeón fue el Club Estudiantes de La Plata, que ganó su cuarta copa nacionaly obtuvo la clasificación a la Copa Libertadores 2025 y al Trofeo de Campeones 2024. Asimismo, los puntos obtenidos en la fase de zonas sumaron con el Campeonato 2024 para la tabla general de la temporada y para la de descenso por promedios.

## Equipos participantes
| Equipo                  | Ciudad                | Estadio                                             | Capacidad     |
| ----------------------- | --------------------- | --------------------------------------------------- | ------------- |
| Argentinos Juniors      | Buenos Aires          | Diego Armando Maradona                              | 26 000        |
| Atlético Tucumán        | San Miguel de Tucumán | Monumental José Fierro                              | 35 200        |
| Banfield                | Banfield              | Florencio Sola                                      | 34 900        |
| Barracas Central        | Buenos Aires          | Ciudad de Lanús-Néstor Díaz Pérez Tomás Adolfo Ducó | 47 027 48 314 |
| Belgrano                | Córdoba               | Julio César Villagra                                | 33 000        |
| Boca Juniors            | Buenos Aires          | Alberto J. Armando                                  | 54 000        |
| Central Córdoba         | Santiago del Estero   | Alfredo Terrera Único Madre de Ciudades             | 21 500 30 000 |
| Defensa y Justicia      | Gobernador Costa      | Norberto Tomaghello                                 | 20 000        |
| Deportivo Riestra       | Buenos Aires          | Guillermo Laza                                      | 3 000         |
| Estudiantes             | La Plata              | Jorge Luis Hirschi                                  | 32 530        |
| Gimnasia y Esgrima      | La Plata              | Juan Carmelo Zerillo                                | 30 973        |
| Godoy Cruz              | Godoy Cruz            | Víctor Antonio Legrotaglie Malvinas Argentinas      | 14 000 42 500 |
| Huracán                 | Buenos Aires          | Tomás Adolfo Ducó                                   | 48 314        |
| Independiente           | Avellaneda            | Libertadores de América-Ricardo Enrique Bochini     | 49 592        |
| Independiente Rivadavia | Mendoza               | Bautista Gargantini                                 | 24 000        |
| Instituto               | Córdoba               | Juan Domingo Perón Mario Alberto Kempes             | 26 000 57 000 |
| Lanús                   | Lanús Este            | Ciudad de Lanús-Néstor Díaz Pérez                   | 47 027        |
| Newell's Old Boys       | Rosario               | Marcelo Bielsa                                      | 42 000        |
| Platense                | Vicente López         | Ciudad de Vicente López                             | 34 530        |
| Racing Club             | Avellaneda            | Presidente Perón                                    | 51 000        |
| River Plate             | Buenos Aires          | Monumental                                          | 84 567        |
| Rosario Central         | Rosario               | Gigante de Arroyito Único de San Nicolás            | 41 465 25 000 |
| San Lorenzo             | Buenos Aires          | Pedro Bidegain                                      | 47 964        |
| Sarmiento               | Junín                 | Eva Perón                                           | 23 000        |
| Talleres                | Córdoba               | Mario Alberto Kempes                                | 57 000        |
| Tigre                   | Victoria              | José Dellagiovanna                                  | 26 282        |
| Unión                   | Santa Fe              | 15 de abril                                         | 30 000        |
| Vélez Sarsfield         | Buenos Aires          | José Amalfitani                                     | 49 540        |

### Distribución geográfica de los equipos
| Jurisdicción                             | Cant. | Equipos |
| ---------------------------------------- | ----- | --- |
| Ciudad de Buenos Aires                   | 8     | Argentinos Juniors, Barracas Central, Boca Juniors, Deportivo Riestra, Huracán, River Plate, San Lorenzo, y Vélez Sarsfield |
| Conurbano bonaerense                     | 7     | Banfield, Defensa y Justicia, Independiente, Lanús, Platense, Racing Club, y Tigre                                          |
| Provincia de Santa Fe                    | 3     | Newell's Old Boys, Rosario Central, y Unión                                                                                 |
| Provincia de Córdoba                     | 3     | Belgrano, Instituto, y Talleres                                                                                             |
| Ciudad de La Plata                       | 2     | Estudiantes, y Gimnasia y Esgrima                                                                                           |
| Provincia de Mendoza                     | 2     | Godoy Cruz, e Independiente Rivadavia                                                                                       |
| Interior de la provincia de Buenos Aires | 1     | Sarmiento (J) |
| Provincia de Santiago del Estero         | 1     | Central Córdoba |
| Provincia de Tucumán                     | 1     | Atlético Tucumán |

## Sistema de disputa

### Primera fase
Llamada fase de zonas. Los equipos se dividieron en dos grupos de catorce integrantes cada uno, donde jugaron una ronda por el sistema de todos contra todos, más una fecha especial de clásicos/interzonales. Los cuatro primeros de cada una clasificaron a la fase final.

### Fase final
Se desarrolló en tres rondas de eliminación directa, a partido único, que se jugaron en cancha neutral. En las dos primeras instancias, de haber empate se definió con tiros desde el punto penal, mientras que en la final se jugó un tiempo suplementario previo.

## Sorteo
No se realizó un sorteo, debido a que se decidió utilizar el mismo calendario de la edición anterior, invirtiendo las localías. Los equipos ascendidos, Independiente Rivadavia y Deportivo Riestra, ocuparon los lugares respectivos de Colón y Arsenal en el fixture del torneo. Así, los emparejamientos quedaron de la siguiente manera:
| Emparejamientos         | Emparejamientos         |
| ----------------------- | ----------------------- |
| Boca Juniors            | River Plate             |
| Independiente           | Racing Club             |
| Huracán                 | San Lorenzo             |
| Newell's Old Boys       | Rosario Central         |
| Estudiantes (LP)        | Gimnasia y Esgrima (LP) |
| Independiente Rivadavia | Unión                   |
| Banfield                | Lanús                   |
| Belgrano (C)            | Talleres (C)            |
| Argentinos Juniors      | Platense                |
| Tigre                   | Vélez Sarsfield         |
| Godoy Cruz              | Instituto               |
| Atlético Tucumán        | Central Córdoba (SdE)   |
| Defensa y Justicia      | Deportivo Riestra       |
| Barracas Central        | Sarmiento (J)           |

## Fase de zonas

### Zona A

#### Tabla de posiciones final
| Pos. | Equipo                  | Pts. | PJ | PG | PE | PP | GF | GC | Dif. |
| ---- | ----------------------- | ---- | -- | -- | -- | -- | -- | -- | ---- |
| 1.º  | River Plate             | 27   | 14 | 7  | 6  | 1  | 26 | 10 | 16   |
| 2.º  | Argentinos Juniors      | 26   | 14 | 7  | 5  | 2  | 25 | 14 | 11   |
| 3.º  | Barracas Central        | 26   | 14 | 7  | 5  | 2  | 20 | 15 | 5    |
| 4.º  | Vélez Sarsfield         | 25   | 14 | 7  | 4  | 3  | 14 | 13 | 1    |
| 5.º  | Talleres (C)            | 24   | 14 | 6  | 6  | 2  | 24 | 16 | 8    |
| 6.º  | Independiente           | 23   | 14 | 6  | 5  | 3  | 14 | 10 | 4    |
| 7.º  | Instituto               | 17   | 14 | 5  | 2  | 7  | 18 | 17 | 1    |
| 8.º  | Banfield                | 17   | 14 | 4  | 5  | 5  | 14 | 15 | −1   |
| 9.º  | Huracán                 | 16   | 14 | 4  | 4  | 6  | 12 | 12 | 0    |
| 10.º | Gimnasia y Esgrima (LP) | 16   | 14 | 5  | 1  | 8  | 18 | 23 | −5   |
| 11.º | Rosario Central         | 15   | 14 | 4  | 3  | 7  | 10 | 18 | −8   |
| 12.º | Deportivo Riestra       | 13   | 14 | 3  | 4  | 7  | 8  | 16 | −8   |
| 13.º | Atlético Tucumán        | 10   | 14 | 1  | 7  | 6  | 8  | 23 | −15  |
| 14.º | Independiente Rivadavia | 8    | 14 | 2  | 2  | 10 | 13 | 25 | −12  |

|  | Clasificaron a los Cuartos de final. |

##### Evolución de las posiciones
| Equipo / Fecha          | 1    | 2    | 3    | 4    | 5    | 6    | 7    | 8    | 9    | 10   | 11   | 12   | 13   | 14   |
| ----------------------- | ---- | ---- | ---- | ---- | ---- | ---- | ---- | ---- | ---- | ---- | ---- | ---- | ---- | ---- |
| Argentinos Juniors      | 4.°  | 3.°  | 7.°  | 3.°  | 6.°  | 4.°  | 1.°  | 4.º  | 2.°  | 3.°  | 2.°  | 1.°  | 1.°  | 2.°  |
| Atlético Tucumán        | 4.°  | 14.° | 11.° | 12.° | 12.° | 14.° | 14.° | 13.° | 14.° | 14.° | 14.° | 14.° | 13.° | 13.° |
| Banfield                | 14.° | 12.° | 13.° | 13.° | 13.° | 13.° | 13.° | 11.° | 9.°  | 10.° | 10.° | 9.°  | 9.°  | 8.°  |
| Barracas Central        | 4.°  | 11.° | 8.°  | 5.°  | 7.°  | 5.º  | 4.º  | 2.°  | 5.°  | 7.°  | 5.°  | 3.°  | 2.°  | 3.°  |
| Deportivo Riestra       | 10.° | 12.° | 12.° | 14.° | 14.° | 12.° | 12.° | 14.° | 13.° | 12.° | 11.° | 12.° | 12.° | 12.° |
| Gimnasia y Esgrima (LP) | 2.°  | 6.°  | 5.°  | 8.°  | 5.°  | 8.º  | 9.°  | 9.°  | 10.° | 9.°  | 9.°  | 8.º  | 8.º  | 10.° |
| Huracán                 | 1.°  | 5.°  | 9.°  | 10.° | 11.° | 11.° | 11.° | 10.° | 11.° | 11.° | 12.° | 11.° | 11.° | 9.°  |
| Independiente           | 2.°  | 1.°  | 6.°  | 6.°  | 4.°  | 1.°  | 3.°  | 1.°  | 4.°  | 4.°  | 6.°  | 6.°  | 5.°  | 6.°  |
| Independiente Rivadavia | 12.° | 6.°  | 4.°  | 7.°  | 9.°  | 10.º | 10.° | 12.° | 12.° | 13.° | 13.° | 13.° | 14.° | 14.° |
| Instituto               | 10.° | 2.°  | 2.°  | 2.°  | 2.°  | 3.°  | 6.°  | 5.°  | 3.°  | 6.°  | 7.°  | 7.°  | 7.°  | 7.°  |
| River Plate             | 4.°  | 3.°  | 1.°  | 1.°  | 1.°  | 2.°  | 2.°  | 3.°  | 1.°  | 1.°  | 1.°  | 4.°  | 3.°  | 1.°  |
| Rosario Central         | 4.°  | 9.°  | 10.° | 9.°  | 10.° | 9.º  | 7.°  | 8.°  | 8.°  | 8.°  | 8.°  | 10.° | 10.° | 11.° |
| Talleres (C)            | 12.° | 8.°  | 3.°  | 4.°  | 3.°  | 6.º  | 5.°  | 6.°  | 6.°  | 2.°  | 4.°  | 2.°  | 4.°  | 5.°  |
| Vélez Sarsfield         | 4.°  | 10.° | 14.° | 11.° | 8.°  | 7.º  | 8.°  | 7.°  | 7.°  | 5.°  | 3.°  | 5.°  | 6.°  | 4.°  |

### Zona B

#### Tabla de posiciones final
| Pos. | Equipo                | Pts. | PJ | PG | PE | PP | GF | GC | Dif. |
| ---- | --------------------- | ---- | -- | -- | -- | -- | -- | -- | ---- |
| 1.º  | Godoy Cruz            | 29   | 14 | 9  | 2  | 3  | 16 | 6  | 10   |
| 2.º  | Estudiantes (LP)      | 27   | 14 | 8  | 3  | 3  | 19 | 9  | 10   |
| 3.º  | Defensa y Justicia    | 26   | 14 | 7  | 5  | 2  | 17 | 13 | 4    |
| 4.º  | Boca Juniors          | 25   | 14 | 7  | 4  | 3  | 20 | 12 | 8    |
| 5.º  | Racing Club           | 24   | 14 | 7  | 3  | 4  | 24 | 11 | 13   |
| 6.º  | Lanús                 | 23   | 14 | 7  | 2  | 5  | 20 | 14 | 6    |
| 7.º  | Newell's Old Boys     | 21   | 14 | 6  | 3  | 5  | 13 | 15 | −2   |
| 8.º  | Unión                 | 20   | 14 | 5  | 5  | 4  | 16 | 14 | 2    |
| 9.º  | Platense              | 18   | 14 | 4  | 6  | 4  | 10 | 14 | −4   |
| 10.º | San Lorenzo           | 16   | 14 | 3  | 7  | 4  | 10 | 14 | −4   |
| 11.º | Belgrano              | 14   | 14 | 3  | 5  | 6  | 19 | 21 | −2   |
| 12.º | Central Córdoba (SdE) | 11   | 14 | 2  | 5  | 7  | 10 | 20 | −10  |
| 13.º | Sarmiento (J)         | 9    | 14 | 2  | 3  | 9  | 9  | 19 | −10  |
| 14.º | Tigre                 | 5    | 14 | 1  | 2  | 11 | 7  | 25 | −18  |

|  | Clasificaron a los Cuartos de final. |

##### Evolución de las posiciones
| Equipo / Fecha        | 1    | 2    | 3    | 4    | 5    | 6    | 7    | 8    | 9    | 10   | 11   | 12   | 13   | 14   |
| --------------------- | ---- | ---- | ---- | ---- | ---- | ---- | ---- | ---- | ---- | ---- | ---- | ---- | ---- | ---- |
| Belgrano              | 10.° | 10.° | 12.° | 13.° | 12.° | 11.º | 10.° | 11.° | 12.° | 13.° | 13.° | 11.º | 11.º | 11.° |
| Boca Juniors          | 6.°  | 8.°  | 5.°  | 7.°  | 6.°  | 7.°  | 7.°  | 5.°  | 7.°  | 5.°  | 6.°  | 5.°  | 5.°  | 4.°  |
| Central Córdoba (SdE) | 10.° | 14.° | 14.° | 10.° | 10.° | 12.º | 12.° | 12.° | 11.° | 12.° | 11.° | 12.° | 12.º | 12.º |
| Defensa y Justicia    | 13.° | 5.°  | 4.°  | 5.°  | 5.°  | 5.º  | 5.°  | 8.°  | 8.°  | 6.°  | 5.°  | 4.°  | 4.°  | 3.°  |
| Estudiantes (LP)      | 3.°  | 3.°  | 3.°  | 3.°  | 3.°  | 2.°  | 2.°  | 2.°  | 2.°  | 3.°  | 3.°  | 7.°  | 2.°  | 2.°  |
| Godoy Cruz            | 1.°  | 1.°  | 1.°  | 2.°  | 1.°  | 1.°  | 1.°  | 1.°  | 1.°  | 1.°  | 1.°  | 1.°  | 1.°  | 1.°  |
| Lanús                 | 1.°  | 6.°  | 9.°  | 6.°  | 7.°  | 3.°  | 4.°  | 3.°  | 3.°  | 2.°  | 2.°  | 2.°  | 3.°  | 6.°  |
| Newell's Old Boys     | 3.°  | 2.°  | 2.°  | 1.°  | 2.°  | 4.°  | 6.°  | 6.°  | 4.°  | 4.°  | 4.°  | 3.°  | 7.°  | 7.°  |
| Platense              | 6.°  | 12.° | 8.°  | 9.°  | 9.°  | 10.º | 11.° | 10.° | 9.°  | 9.°  | 10.° | 10.° | 10.º | 9.°  |
| Racing Club           | 10.° | 4.°  | 6.°  | 4.°  | 4.°  | 6.º  | 3.°  | 4.°  | 6.°  | 8.°  | 8.°  | 6.°  | 6.°  | 5.°  |
| San Lorenzo           | 13.° | 11.° | 11.° | 12.° | 11.° | 9.º  | 9.°  | 9.°  | 10.° | 10.° | 9.°  | 9.°  | 9.º  | 10.° |
| Sarmiento (J)         | 6.°  | 9.°  | 10.° | 11.° | 13.° | 13.º | 13.° | 14.° | 13.° | 11.° | 12.° | 13.° | 13.º | 13.º |
| Tigre                 | 6.°  | 12.° | 13.° | 14.° | 14.° | 14.° | 14.° | 13.° | 14.° | 14.° | 14.° | 14.° | 14.° | 14.° |
| Unión                 | 3.°  | 7.°  | 7.°  | 8.°  | 8.°  | 8.º  | 8.°  | 7.°  | 5.°  | 7.°  | 7.°  | 8.°  | 8.°  | 8.°  |

1. 1 2  Tuvieron un partido pendiente entre la 11.ª y la 13.ª fecha.
2. 1 2  Tuvieron un partido pendiente entre la 9.ª y la 11.ª fecha.

### Resultados
| Fecha 1                 | Fecha 1   | Fecha 1                 | Fecha 1                    | Fecha 1     | Fecha 1 |
| Zona A                  | Zona A    | Zona A                  | Zona A                     | Zona A      | Zona A  |
| Local                   | Resultado | Visitante               | Estadio                    | Fecha       | Hora    |
| ----------------------- | --------- | ----------------------- | -------------------------- | ----------- | ------- |
| Instituto               | 0 - 0     | Deportivo Riestra       | Juan Domingo Perón         | 25 de enero | 19:00   |
| Atlético Tucumán        | 1 - 1     | Rosario Central         | Monumental José Fierro     | 25 de enero | 21:15   |
| Barracas Central        | 1 - 1     | Vélez Sarsfield         | Ciudad de Lanús            | 26 de enero | 18:00   |
| Talleres (C)            | 0 - 1     | Gimnasia y Esgrima (LP) | Mario Alberto Kempes       | 26 de enero | 19:00   |
| Independiente Rivadavia | 0 - 1     | Independiente           | Bautista Gargantini        | 26 de enero | 21:15   |
| Banfield                | 0 - 2     | Huracán                 | Florencio Sola             | 26 de enero | 21:15   |
| River Plate             | 1 - 1     | Argentinos Juniors      | Monumental                 | 28 de enero | 19:00   |
| Zona B                  |           |                         |                            |             |         |
| Local                   | Resultado | Visitante               | Estadio                    | Fecha       | Hora    |
| Tigre                   | 0 - 0     | Sarmiento (J)           | Monumental de Victoria     | 25 de enero | 19:00   |
| Central Córdoba (SdE)   | 0 - 1     | Newell's Old Boys       | Alfredo Terrera            | 25 de enero | 21:15   |
| San Lorenzo             | 0 - 2     | Lanús                   | Nuevo Gasómetro            | 27 de enero | 17:00   |
| Platense                | 0 - 0     | Boca Juniors            | Ciudad de Vicente López    | 27 de enero | 19:00   |
| Racing Club             | 0 - 1     | Unión                   | El Cilindro                | 27 de enero | 21:00   |
| Godoy Cruz              | 2 - 0     | Defensa y Justicia      | Víctor Antonio Legrotaglie | 28 de enero | 17:00   |
| Estudiantes (LP)        | 1 - 0     | Belgrano                | Jorge Luis Hirschi         | 28 de enero | 21:00   |

| Fecha 2                 | Fecha 2   | Fecha 2                 | Fecha 2                | Fecha 2      | Fecha 2 |
| Zona A                  | Zona A    | Zona A                  | Zona A                 | Zona A       | Zona A  |
| Local                   | Resultado | Visitante               | Estadio                | Fecha        | Hora    |
| ----------------------- | --------- | ----------------------- | ---------------------- | ------------ | ------- |
| Instituto               | 3 - 0     | Atlético Tucumán        | Juan Domingo Perón     | 29 de enero  | 21:00   |
| Huracán                 | 1 - 2     | Talleres (C)            | Diego Armando Maradona | 30 de enero  | 17:00   |
| Gimnasia y Esgrima (LP) | 2 - 3     | Independiente Rivadavia | Del Bosque             | 30 de enero  | 19:15   |
| Rosario Central         | 0 - 0     | Banfield                | Gigante de Arroyito    | 30 de enero  | 19:15   |
| Vélez Sarsfield         | 0 - 1     | Independiente           | José Amalfitani        | 30 de enero  | 21:30   |
| Argentinos Juniors      | 2 - 0     | Deportivo Riestra       | Diego Armando Maradona | 31 de enero  | 17:00   |
| Barracas Central        | 0 - 2     | River Plate             | Ciudad de Lanús        | 31 de enero  | 21:30   |
| Zona B                  |           |                         |                        |              |         |
| Local                   | Resultado | Visitante               | Estadio                | Fecha        | Hora    |
| Lanús                   | 0 - 2     | Newell's Old Boys       | Ciudad de Lanús        | 30 de enero  | 21:30   |
| Defensa y Justicia      | 3 - 0     | Platense                | Norberto Tomaghello    | 31 de enero  | 17:45   |
| Belgrano                | 1 - 1     | San Lorenzo             | Gigante de Alberdi     | 31 de enero  | 19:15   |
| Racing Club             | 3 - 0     | Tigre                   | El Cilindro            | 31 de enero  | 20:00   |
| Boca Juniors            | 1 - 1     | Sarmiento (J)           | Nuevo Gasómetro        | 1 de febrero | 19:00   |
| Unión                   | 0 - 1     | Estudiantes (LP)        | 15 de abril            | 1 de febrero | 21:30   |
| Central Córdoba (SdE)   | 0 - 2     | Godoy Cruz              | Alfredo Terrera        | 1 de febrero | 21:30   |

| Fecha 3                 | Fecha 3   | Fecha 3                 | Fecha 3                    | Fecha 3      | Fecha 3 |
| Zona A                  | Zona A    | Zona A                  | Zona A                     | Zona A       | Zona A  |
| Local                   | Resultado | Visitante               | Estadio                    | Fecha        | Hora    |
| ----------------------- | --------- | ----------------------- | -------------------------- | ------------ | ------- |
| Independiente           | 0 - 1     | Gimnasia y Esgrima (LP) | Libertadores de América    | 3 de febrero | 19:00   |
| Independiente Rivadavia | 2 - 0     | Huracán                 | Bautista Gargantini        | 3 de febrero | 21:15   |
| Talleres (C)            | 4 - 1     | Rosario Central         | Mario Alberto Kempes       | 3 de febrero | 21:15   |
| Deportivo Riestra       | 0 - 1     | Barracas Central        | Guillermo Laza             | 4 de febrero | 17:00   |
| River Plate             | 5 - 0     | Vélez Sarsfield         | Monumental                 | 4 de febrero | 19:15   |
| Banfield                | 0 - 2     | Instituto               | Florencio Sola             | 5 de febrero | 22:00   |
| Atlético Tucumán        | 0 - 0     | Argentinos Juniors      | Monumental José Fierro     | 6 de febrero | 21:15   |
| Zona B                  |           |                         |                            |              |         |
| Local                   | Resultado | Visitante               | Estadio                    | Fecha        | Hora    |
| Platense                | 1 - 0     | Central Córdoba (SdE)   | Ciudad de Vicente López    | 4 de febrero | 20:30   |
| Newell's Old Boys       | 1 - 0     | Belgrano                | Marcelo Bielsa             | 4 de febrero | 21:30   |
| Godoy Cruz              | 1 - 0     | Lanús                   | Víctor Antonio Legrotaglie | 5 de febrero | 17:30   |
| San Lorenzo             | 0 - 0     | Unión                   | Nuevo Gasómetro            | 5 de febrero | 18:00   |
| Tigre                   | 0 - 2     | Boca Juniors            | Monumental de Victoria     | 5 de febrero | 19:45   |
| Estudiantes (LP)        | 0 - 0     | Racing Club             | Jorge Luis Hirschi         | 5 de febrero | 21:30   |
| Sarmiento (J)           | 2 - 3     | Defensa y Justicia      | Eva Perón                  | 6 de febrero | 19:00   |

| Fecha 4               | Fecha 4   | Fecha 4                 | Fecha 4                | Fecha 4       | Fecha 4 |
| Zona A                | Zona A    | Zona A                  | Zona A                 | Zona A        | Zona A  |
| Local                 | Resultado | Visitante               | Estadio                | Fecha         | Hora    |
| --------------------- | --------- | ----------------------- | ---------------------- | ------------- | ------- |
| Rosario Central       | 1 - 0     | Independiente Rivadavia | Único de San Nicolás   | 8 de febrero  | 19:30   |
| Huracán               | 0 - 0     | Independiente           | Tomás Adolfo Ducó      | 8 de febrero  | 21:15   |
| Vélez Sarsfield       | 3 - 1     | Gimnasia y Esgrima (LP) | José Amalfitani        | 9 de febrero  | 21:15   |
| Argentinos Juniors    | 4 - 2     | Banfield                | Diego Armando Maradona | 10 de febrero | 17:00   |
| Deportivo Riestra     | 0 - 3     | River Plate             | Guillermo Laza         | 11 de febrero | 17:00   |
| Barracas Central      | 2 - 0     | Atlético Tucumán        | Tomás Adolfo Ducó      | 11 de febrero | 21:00   |
| Instituto             | 2 - 2     | Talleres (C)            | Mario Alberto Kempes   | 12 de febrero | 19:00   |
| Zona B                |           |                         |                        |               |         |
| Local                 | Resultado | Visitante               | Estadio                | Fecha         | Hora    |
| Unión                 | 1 - 3     | Newell's Old Boys       | 15 de abril            | 9 de febrero  | 19:00   |
| Estudiantes (LP)      | 2 - 0     | Tigre                   | Jorge Luis Hirschi     | 9 de febrero  | 19:00   |
| Racing Club           | 4 - 1     | San Lorenzo             | El Cilindro            | 9 de febrero  | 21:15   |
| Boca Juniors          | 0 - 0     | Defensa y Justicia      | La Bombonera           | 10 de febrero | 19:15   |
| Belgrano              | 0 - 1     | Godoy Cruz              | Gigante de Alberdi     | 10 de febrero | 21:30   |
| Central Córdoba (SdE) | 3 - 0     | Sarmiento (J)           | Alfredo Terrera        | 10 de febrero | 21:30   |
| Lanús                 | 3 - 0     | Platense                | Ciudad de Lanús        | 11 de febrero | 19:00   |

| Fecha 5                 | Fecha 5   | Fecha 5               | Fecha 5                 | Fecha 5       | Fecha 5 |
| Zona A                  | Zona A    | Zona A                | Zona A                  | Zona A        | Zona A  |
| Local                   | Resultado | Visitante             | Estadio                 | Fecha         | Hora    |
| ----------------------- | --------- | --------------------- | ----------------------- | ------------- | ------- |
| Gimnasia y Esgrima (LP) | 3 - 1     | Huracán               | Del Bosque              | 13 de febrero | 19:15   |
| Independiente           | 1 - 0     | Rosario Central       | Libertadores de América | 13 de febrero | 21:30   |
| Banfield                | 0 - 0     | Barracas Central      | Florencio Sola          | 14 de febrero | 19:15   |
| Atlético Tucumán        | 0 - 0     | River Plate           | Monumental José Fierro  | 14 de febrero | 21:30   |
| Deportivo Riestra       | 1 - 2     | Vélez Sarsfield       | Guillermo Laza          | 15 de febrero | 17:00   |
| Independiente Rivadavia | 0 - 2     | Instituto             | Bautista Gargantini     | 15 de febrero | 21:00   |
| Talleres (C)            | 2 - 1     | Argentinos Juniors    | Mario Alberto Kempes    | 15 de febrero | 21:30   |
| Zona B                  |           |                       |                         |               |         |
| Local                   | Resultado | Visitante             | Estadio                 | Fecha         | Hora    |
| Newell's Old Boys       | 0 - 4     | Racing Club           | Marcelo Bielsa          | 12 de febrero | 21:00   |
| San Lorenzo             | 1 - 1     | Estudiantes (LP)      | Nuevo Gasómetro         | 13 de febrero | 17:00   |
| Godoy Cruz              | 0 - 0     | Unión                 | Malvinas Argentinas     | 13 de febrero | 21:30   |
| Sarmiento (J)           | 0 - 1     | Lanús                 | Eva Perón               | 14 de febrero | 17:00   |
| Tigre                   | 0 - 1     | Defensa y Justicia    | Monumental de Victoria  | 14 de febrero | 17:00   |
| Boca Juniors            | 2 - 0     | Central Córdoba (SdE) | La Bombonera            | 14 de febrero | 19:15   |
| Platense                | 1 - 1     | Belgrano              | Ciudad de Vicente López | 15 de febrero | 19:00   |

| Fecha 6            | Fecha 6   | Fecha 6                 | Fecha 6                | Fecha 6       | Fecha 6 |
| Zona A             | Zona A    | Zona A                  | Zona A                 | Zona A        | Zona A  |
| Local              | Resultado | Visitante               | Estadio                | Fecha         | Hora    |
| ------------------ | --------- | ----------------------- | ---------------------- | ------------- | ------- |
| Rosario Central    | 2 - 1     | Gimnasia y Esgrima (LP) | Gigante de Arroyito    | 17 de febrero | 21:00   |
| Vélez Sarsfield    | 1 - 0     | Huracán                 | José Amalfitani        | 18 de febrero | 17:00   |
| Instituto          | 0 - 2     | Independiente           | Juan Domingo Perón     | 18 de febrero | 17:00   |
| River Plate        | 1 - 1     | Banfield                | Monumental             | 18 de febrero | 19:15   |
| Deportivo Riestra  | 1 - 0     | Atlético Tucumán        | Guillermo Laza         | 19 de febrero | 17:00   |
| Barracas Central   | 2 - 1     | Talleres (C)            | Tomás Adolfo Ducó      | 19 de febrero | 19:15   |
| Argentinos Juniors | 2 - 1     | Independiente Rivadavia | Diego Armando Maradona | 20 de febrero | 19:30   |
| Zona B             |           |                         |                        |               |         |
| Local              | Resultado | Visitante               | Estadio                | Fecha         | Hora    |
| San Lorenzo        | 2 - 0     | Tigre                   | Nuevo Gasómetro        | 17 de febrero | 17:00   |
| Racing Club        | 0 - 2     | Godoy Cruz              | El Cilindro            | 17 de febrero | 19:00   |
| Lanús              | 2 - 1     | Boca Juniors            | Ciudad de Lanús        | 18 de febrero | 21:30   |
| Estudiantes (LP)   | 2 - 0     | Newell's Old Boys       | Jorge Luis Hirschi     | 19 de febrero | 19:15   |
| Unión              | 0 - 0     | Platense                | 15 de abril            | 19 de febrero | 21:30   |
| Belgrano           | 4 - 1     | Sarmiento (J)           | Gigante de Alberdi     | 19 de febrero | 21:30   |
| Defensa y Justicia | 1 - 1     | Central Córdoba (SdE)   | Norberto Tomaghello    | 20 de febrero | 20:00   |

| Fecha 7                 | Fecha 7      | Fecha 7                 | Fecha 7                 | Fecha 7       | Fecha 7      |
| Interzonales            | Interzonales | Interzonales            | Interzonales            | Interzonales  | Interzonales |
| Local                   | Resultado    | Visitante               | Estadio                 | Fecha         | Hora         |
| ----------------------- | ------------ | ----------------------- | ----------------------- | ------------- | ------------ |
| Independiente           | 0 - 1        | Racing Club             | Libertadores de América | 24 de febrero | 17:00        |
| Huracán                 | 0 - 0        | San Lorenzo             | Tomás Adolfo Ducó       | 24 de febrero | 19:30        |
| Belgrano                | 2 - 2        | Talleres (C)            | Gigante de Alberdi      | 24 de febrero | 19:30        |
| Sarmiento (J)           | 0 - 0        | Barracas Central        | Eva Perón               | 24 de febrero | 22:00        |
| Unión                   | 4 - 1        | Independiente Rivadavia | 15 de abril             | 24 de febrero | 22:00        |
| River Plate             | 1 - 1        | Boca Juniors            | Monumental              | 25 de febrero | 17:00        |
| Gimnasia y Esgrima (LP) | 0 - 0        | Estudiantes (LP)        | Del Bosque              | 25 de febrero | 19:30        |
| Newell's Old Boys       | 0 - 1        | Rosario Central         | Marcelo Bielsa          | 25 de febrero | 19:45        |
| Lanús                   | 1 - 1        | Banfield                | Ciudad de Lanús         | 25 de febrero | 22:00        |
| Instituto               | 0 - 2        | Godoy Cruz              | Juan Domingo Perón      | 25 de febrero | 22:10        |
| Defensa y Justicia      | 1 - 1        | Deportivo Riestra       | Norberto Tomaghello     | 26 de febrero | 19:00        |
| Argentinos Juniors      | 3 - 1        | Platense                | Diego Armando Maradona  | 26 de febrero | 19:30        |
| Vélez Sarsfield         | 2 - 2        | Tigre                   | José Amalfitani         | 26 de febrero | 21:30        |
| Central Córdoba (SdE)   | 0 - 0        | Atlético Tucumán        | Único Madre de Ciudades | 26 de febrero | 21:45        |

| Fecha 8                 | Fecha 8   | Fecha 8               | Fecha 8                 | Fecha 8       | Fecha 8 |
| Zona A                  | Zona A    | Zona A                | Zona A                  | Zona A        | Zona A  |
| Local                   | Resultado | Visitante             | Estadio                 | Fecha         | Hora    |
| ----------------------- | --------- | --------------------- | ----------------------- | ------------- | ------- |
| Gimnasia y Esgrima (LP) | 1 - 3     | Instituto             | Del Bosque              | 29 de febrero | 19:00   |
| Huracán                 | 2 - 0     | Rosario Central       | Tomás Adolfo Ducó       | 29 de febrero | 21:15   |
| Independiente Rivadavia | 1 - 3     | Barracas Central      | Bautista Gargantini     | 29 de febrero | 21:15   |
| Banfield                | 2 - 0     | Deportivo Riestra     | Florencio Sola          | 1 de marzo    | 21:15   |
| Atlético Tucumán        | 0 - 0     | Vélez Sarsfield       | Monumental José Fierro  | 2 de marzo    | 19:00   |
| Independiente           | 2 - 1     | Argentinos Juniors    | Libertadores de América | 2 de marzo    | 19:15   |
| Talleres (C)            | 2 - 2     | River Plate           | Mario Alberto Kempes    | 2 de marzo    | 21:30   |
| Zona B                  |           |                       |                         |               |         |
| Local                   | Resultado | Visitante             | Estadio                 | Fecha         | Hora    |
| Tigre                   | 1 - 0     | Central Córdoba (SdE) | Monumental de Victoria  | 1 de marzo    | 19:00   |
| Platense                | 0 - 0     | Racing Club           | Ciudad de Vicente López | 1 de marzo    | 21:15   |
| Sarmiento (J)           | 1 - 2     | Unión                 | Eva Perón               | 2 de marzo    | 17:00   |
| Defensa y Justicia      | 0 - 4     | Lanús                 | Norberto Tomaghello     | 3 de marzo    | 17:00   |
| Godoy Cruz              | 1 - 2     | Estudiantes (LP)      | Malvinas Argentinas     | 3 de marzo    | 17:00   |
| Boca Juniors            | 3 - 2     | Belgrano              | La Bombonera            | 3 de marzo    | 19:15   |
| Newell's Old Boys       | 2 - 2     | San Lorenzo           | Marcelo Bielsa          | 3 de marzo    | 21:30   |

| Fecha 9            | Fecha 9   | Fecha 9                 | Fecha 9                | Fecha 9     | Fecha 9 |
| Zona A             | Zona A    | Zona A                  | Zona A                 | Zona A      | Zona A  |
| Local              | Resultado | Visitante               | Estadio                | Fecha       | Hora    |
| ------------------ | --------- | ----------------------- | ---------------------- | ----------- | ------- |
| Instituto          | 2 - 0     | Huracán                 | Juan Domingo Perón     | 4 de marzo  | 21:00   |
| Barracas Central   | 2 - 2     | Independiente           | Tomás Adolfo Ducó      | 5 de marzo  | 19:00   |
| Vélez Sarsfield    | 1 - 0     | Rosario Central         | José Amalfitani        | 5 de marzo  | 21:30   |
| Argentinos Juniors | 2 - 0     | Gimnasia y Esgrima (LP) | Diego Armando Maradona | 6 de marzo  | 17:00   |
| River Plate        | 2 - 0     | Independiente Rivadavia | Monumental             | 6 de marzo  | 21:30   |
| Atlético Tucumán   | 0 - 3     | Banfield                | Monumental José Fierro | 6 de marzo  | 21:30   |
| Deportivo Riestra  | 0 - 1     | Talleres (C)            | Guillermo Laza         | 7 de marzo  | 17:00   |
| Zona B             |           |                         |                        |             |         |
| Local              | Resultado | Visitante               | Estadio                | Fecha       | Hora    |
| Racing Club        | 0 - 1     | Sarmiento (J)           | El Cilindro            | 5 de marzo  | 20:00   |
| Unión              | 1 - 0     | Boca Juniors            | 15 de abril            | 6 de marzo  | 19:15   |
| Estudiantes (LP)   | 1 - 2     | Platense                | Jorge Luis Hirschi     | 6 de marzo  | 19:15   |
| Lanús              | 0 - 1     | Central Córdoba (SdE)   | Ciudad de Lanús        | 7 de marzo  | 19:00   |
| Newell's Old Boys  | 1 - 0     | Tigre                   | Marcelo Bielsa         | 7 de marzo  | 21:15   |
| Belgrano           | 1 - 1     | Defensa y Justicia      | Gigante de Alberdi     | 7 de marzo  | 21:15   |
| San Lorenzo        | 1 - 0     | Godoy Cruz              | Nuevo Gasómetro        | 20 de marzo | 19:00   |

| Fecha 10                | Fecha 10  | Fecha 10           | Fecha 10                | Fecha 10    | Fecha 10 |
| Zona A                  | Zona A    | Zona A             | Zona A                  | Zona A      | Zona A   |
| Local                   | Resultado | Visitante          | Estadio                 | Fecha       | Hora     |
| ----------------------- | --------- | ------------------ | ----------------------- | ----------- | -------- |
| Gimnasia y Esgrima (LP) | 2 - 0     | Barracas Central   | Del Bosque              | 9 de marzo  | 17:00    |
| Independiente           | 1 - 1     | River Plate        | Libertadores de América | 9 de marzo  | 19:15    |
| Rosario Central         | 1 - 0     | Instituto          | Gigante de Arroyito     | 9 de marzo  | 21:30    |
| Huracán                 | 1 - 1     | Argentinos Juniors | Tomás Adolfo Ducó       | 10 de marzo | 17:00    |
| Talleres (C)            | 4 - 1     | Atlético Tucumán   | Mario Alberto Kempes    | 10 de marzo | 19:15    |
| Independiente Rivadavia | 1 - 2     | Deportivo Riestra  | Bautista Gargantini     | 11 de marzo | 21:15    |
| Banfield                | 1 - 2     | Vélez Sarsfield    | Florencio Sola          | 11 de marzo | 21:45    |
| Zona B                  |           |                    |                         |             |          |
| Local                   | Resultado | Visitante          | Estadio                 | Fecha       | Hora     |
| Sarmiento (J)           | 3 - 1     | Estudiantes (LP)   | Eva Perón               | 9 de marzo  | 17:00    |
| Platense                | 0 - 0     | San Lorenzo        | Ciudad de Vicente López | 9 de marzo  | 21:30    |
| Godoy Cruz              | 1 - 1     | Newell's Old Boys  | Malvinas Argentinas     | 10 de marzo | 17:00    |
| Defensa y Justicia      | 2 - 1     | Unión              | Norberto Tomaghello     | 10 de marzo | 19:15    |
| Boca Juniors            | 4 - 2     | Racing Club        | La Bombonera            | 10 de marzo | 21:30    |
| Tigre                   | 2 - 3     | Lanús              | Monumental de Victoria  | 11 de marzo | 19:30    |
| Central Córdoba (SdE)   | 2 - 2     | Belgrano           | Único Madre de Ciudades | 12 de marzo | 21:15    |

| Fecha 11           | Fecha 11  | Fecha 11                | Fecha 11               | Fecha 11    | Fecha 11 |
| Zona A             | Zona A    | Zona A                  | Zona A                 | Zona A      | Zona A   |
| Local              | Resultado | Visitante               | Estadio                | Fecha       | Hora     |
| ------------------ | --------- | ----------------------- | ---------------------- | ----------- | -------- |
| Deportivo Riestra  | 1 - 0     | Independiente           | Guillermo Laza         | 15 de marzo | 16:30    |
| Atlético Tucumán   | 2 - 2     | Independiente Rivadavia | Monumental José Fierro | 16 de marzo | 21:30    |
| Vélez Sarsfield    | 1 - 0     | Instituto               | José Amalfitani        | 16 de marzo | 21:30    |
| Barracas Central   | 1 - 0     | Huracán                 | Ciudad de Lanús        | 17 de marzo | 16:00    |
| River Plate        | 3 - 1     | Gimnasia y Esgrima (LP) | Monumental             | 17 de marzo | 18:30    |
| Banfield           | 0 - 0     | Talleres (C)            | Florencio Sola         | 17 de marzo | 21:00    |
| Argentinos Juniors | 3 - 0     | Rosario Central         | Diego Armando Maradona | 19 de marzo | 21:15    |
| Zona B             |           |                         |                        |             |          |
| Local              | Resultado | Visitante               | Estadio                | Fecha       | Hora     |
| Newell's Old Boys  | 0 - 0     | Platense                | Marcelo Bielsa         | 15 de marzo | 21:00    |
| San Lorenzo        | 1 - 0     | Sarmiento (J)           | Nuevo Gasómetro        | 16 de marzo | 17:00    |
| Racing Club        | 1 - 1     | Defensa y Justicia      | El Cilindro            | 16 de marzo | 19:15    |
| Godoy Cruz         | 1 - 0     | Tigre                   | Malvinas Argentinas    | 17 de marzo | 16:00    |
| Estudiantes (LP)   | 1 - 0     | Boca Juniors            | Jorge Luis Hirschi     | 17 de marzo | 21:00    |
| Unión              | 2 - 2     | Central Córdoba (SdE)   | 15 de abril            | 18 de marzo | 21:15    |
| Belgrano           | 0 - 1     | Lanús                   | Gigante de Alberdi     | 20 de marzo | 21:15    |

| Fecha 12                | Fecha 12  | Fecha 12           | Fecha 12                | Fecha 12    | Fecha 12 |
| Zona A                  | Zona A    | Zona A             | Zona A                  | Zona A      | Zona A   |
| Local                   | Resultado | Visitante          | Estadio                 | Fecha       | Hora     |
| ----------------------- | --------- | ------------------ | ----------------------- | ----------- | -------- |
| Rosario Central         | 1 - 2     | Barracas Central   | Gigante de Arroyito     | 28 de marzo | 20:00    |
| Instituto               | 1 - 2     | Argentinos Juniors | Juan Domingo Perón      | 28 de marzo | 21:00    |
| Huracán                 | 1 - 0     | River Plate        | Tomás Adolfo Ducó       | 29 de marzo | 20:30    |
| Talleres (C)            | 1 - 0     | Vélez Sarsfield    | Mario Alberto Kempes    | 30 de marzo | 21:00    |
| Gimnasia y Esgrima (LP) | 2 - 1     | Deportivo Riestra  | Del Bosque              | 31 de marzo | 16:00    |
| Independiente           | 1 - 1     | Atlético Tucumán   | Libertadores de América | 31 de marzo | 18:30    |
| Independiente Rivadavia | 1 - 2     | Banfield           | Bautista Gargantini     | 31 de marzo | 21:00    |
| Zona B                  |           |                    |                         |             |          |
| Local                   | Resultado | Visitante          | Estadio                 | Fecha       | Hora     |
| Lanús                   | 2 - 2     | Unión              | Ciudad de Lanús         | 27 de marzo | 21:30    |
| Defensa y Justicia      | 1 - 0     | Estudiantes (LP)   | Norberto Tomaghello     | 29 de marzo | 18:00    |
| Tigre                   | 1 - 4     | Belgrano           | Monumental de Victoria  | 29 de marzo | 18:00    |
| Boca Juniors            | 2 - 1     | San Lorenzo        | La Bombonera            | 30 de marzo | 17:00    |
| Central Córdoba (SdE)   | 1 - 3     | Racing Club        | Único Madre de Ciudades | 30 de marzo | 19:00    |
| Sarmiento (J)           | 0 - 1     | Newell's Old Boys  | Eva Perón               | 31 de marzo | 16:00    |
| Platense                | 1 - 2     | Godoy Cruz         | Ciudad de Vicente López | 1 de abril  | 19:00    |

| Fecha 13          | Fecha 13  | Fecha 13                | Fecha 13                | Fecha 13   | Fecha 13 |
| Zona A            | Zona A    | Zona A                  | Zona A                  | Zona A     | Zona A   |
| Local             | Resultado | Visitante               | Estadio                 | Fecha      | Hora     |
| ----------------- | --------- | ----------------------- | ----------------------- | ---------- | -------- |
| Vélez Sarsfield   | 0 - 0     | Argentinos Juniors      | José Amalfitani         | 5 de abril | 19:30    |
| Banfield          | 0 - 1     | Independiente           | Florencio Sola          | 5 de abril | 21:00    |
| Talleres (C)      | 1 - 1     | Independiente Rivadavia | Mario Alberto Kempes    | 6 de abril | 21:30    |
| Barracas Central  | 3 - 2     | Instituto               | Tomás Adolfo Ducó       | 7 de abril | 16:00    |
| Atlético Tucumán  | 3 - 2     | Gimnasia y Esgrima (LP) | Monumental José Fierro  | 7 de abril | 16:00    |
| River Plate       | 2 - 1     | Rosario Central         | Monumental              | 7 de abril | 21:00    |
| Deportivo Riestra | 0 - 0     | Huracán                 | Guillermo Laza          | 8 de abril | 15:30    |
| Zona B            |           |                         |                         |            |          |
| Local             | Resultado | Visitante               | Estadio                 | Fecha      | Hora     |
| Newell's Old Boys | 1 - 3     | Boca Juniors            | Marcelo Bielsa          | 6 de abril | 17:00    |
| San Lorenzo       | 0 - 2     | Defensa y Justicia      | Nuevo Gasómetro         | 6 de abril | 19:15    |
| Estudiantes (LP)  | 5 - 0     | Central Córdoba (SdE)   | Jorge Luis Hirschi      | 6 de abril | 19:15    |
| Unión             | 1 - 2     | Belgrano                | 15 de abril             | 6 de abril | 21:30    |
| Racing Club       | 2 - 0     | Lanús                   | El Cilindro             | 7 de abril | 18:30    |
| Godoy Cruz        | 1 - 0     | Sarmiento (J)           | Malvinas Argentinas     | 8 de abril | 20:00    |
| Platense          | 3 - 1     | Tigre                   | Ciudad de Vicente López | 8 de abril | 20:00    |

| Fecha 14                | Fecha 14  | Fecha 14          | Fecha 14                | Fecha 14    | Fecha 14 |
| Zona A                  | Zona A    | Zona A            | Zona A                  | Zona A      | Zona A   |
| Local                   | Resultado | Visitante         | Estadio                 | Fecha       | Hora     |
| ----------------------- | --------- | ----------------- | ----------------------- | ----------- | -------- |
| Huracán                 | 4 - 0     | Atlético Tucumán  | Tomás Adolfo Ducó       | 13 de abril | 19:00    |
| Gimnasia y Esgrima (LP) | 1 - 2     | Banfield          | Del Bosque              | 14 de abril | 18:15    |
| Instituto               | 1 - 3     | River Plate       | Juan Domingo Perón      | 15 de abril | 20:00    |
| Independiente           | 2 - 2     | Talleres (C)      | Libertadores de América | 15 de abril | 20:00    |
| Independiente Rivadavia | 0 - 1     | Vélez Sarsfield   | Bautista Gargantini     | 15 de abril | 20:00    |
| Argentinos Juniors      | 3 - 3     | Barracas Central  | Diego Armando Maradona  | 15 de abril | 20:00    |
| Rosario Central         | 1 - 1     | Deportivo Riestra | Gigante de Arroyito     | 17 de abril | 19:30    |
| Zona B                  |           |                   |                         |             |          |
| Local                   | Resultado | Visitante         | Estadio                 | Fecha       | Hora     |
| Tigre                   | 0 - 1     | Unión             | Monumental de Victoria  | 13 de abril | 17:00    |
| Sarmiento (J)           | 0 - 1     | Platense          | Eva Perón               | 14 de abril | 16:00    |
| Central Córdoba (SdE)   | 0 - 0     | San Lorenzo       | Único Madre de Ciudades | 14 de abril | 20:00    |
| Boca Juniors            | 1 - 0     | Godoy Cruz        | La Bombonera            | 16 de abril | 19:30    |
| Belgrano                | 0 - 4     | Racing Club       | Gigante de Alberdi      | 16 de abril | 19:30    |
| Lanús                   | 1 - 2     | Estudiantes (LP)  | Ciudad de Lanús         | 16 de abril | 19:30    |
| Defensa y Justicia      | 1 - 0     | Newell's Old Boys | Norberto Tomaghello     | 16 de abril | 19:30    |

| 1. 2. |

## Fase final

### Cuadro de desarrollo
|  | Cuartos de final | Cuartos de final   | Cuartos de final |                 |                    | Semifinales        | Semifinales      | Semifinales      |  |                  | Final            | Final     | Final     |  |
|  | 20 y 21 de abril | 20 y 21 de abril   | 20 y 21 de abril |                 |                    | 28 y 30 de abril   | 28 y 30 de abril | 28 y 30 de abril |  |                  | 5 de mayo        | 5 de mayo | 5 de mayo |  |
|  |                  |                    |                  |                 |                    |                    |                  |                  |  |                  |                  |           |           |  |
|  |                  |                    |                  |                 |                    |                    |                  |                  |  |                  |                  |           |           |  |
|  | 2.º B            | Estudiantes (LP)   | 3                |                 |                    |                    |                  |                  |  |                  |                  |           |           |  |
|  | 2.º B            | Estudiantes (LP)   | 3                |                 |                    |                    |                  |                  |  |                  |                  |           |           |  |
|  | 3.º A            | Barracas Central   | 0                |                 |                    |                    |                  |                  |  |                  |                  |           |           |  |
|  | 3.º A            | Barracas Central   | 0                |                 | Estudiantes (LP)   | Estudiantes (LP)   | 1 (3)            |                  |  |                  |                  |           |           |  |
|  |                  |                    |                  |                 | Estudiantes (LP)   | Estudiantes (LP)   | 1 (3)            |                  |  |                  |                  |           |           |  |
|  |                  |                    | Boca Juniors     | Boca Juniors    | 1 (1)              |                    |                  |                  |  |                  |                  |           |           |  |
|  | 1.º A            | River Plate        | Boca Juniors     | Boca Juniors    | 1 (1)              | 2                  |                  |                  |  |                  |                  |           |           |  |
|  | 1.º A            | River Plate        |                  |                 |                    |                    |                  |                  |  |                  |                  |           |           |  |
|  | 4.º B            | Boca Juniors       | 3                |                 |                    |                    |                  |                  |  |                  |                  |           |           |  |
|  | 4.º B            | Boca Juniors       | 3                |                 |                    |                    |                  |                  |  | Estudiantes (LP) | Estudiantes (LP) | 1 (4)     |           |  |
|  |                  |                    |                  |                 |                    |                    |                  |                  |  | Estudiantes (LP) | Estudiantes (LP) | 1 (4)     |           |  |
|  |                  |                    | Vélez Sarsfield  | Vélez Sarsfield | 1 (3)              |                    |                  |                  |  |                  |                  |           |           |  |
|  | 2.º A            | Argentinos Juniors | Vélez Sarsfield  | Vélez Sarsfield | 1 (3)              | 1 (3)              |                  |                  |  |                  |                  |           |           |  |
|  | 2.º A            | Argentinos Juniors |                  |                 |                    |                    |                  |                  |  |                  |                  |           |           |  |
|  | 3.º B            | Defensa y Justicia | 1 (2)            |                 |                    |                    |                  |                  |  |                  |                  |           |           |  |
|  | 3.º B            | Defensa y Justicia | 1 (2)            |                 | Argentinos Juniors | Argentinos Juniors | 0 (2)            |                  |  |                  |                  |           |           |  |
|  |                  |                    |                  |                 | Argentinos Juniors | Argentinos Juniors | 0 (2)            |                  |  |                  |                  |           |           |  |
|  |                  |                    | Vélez Sarsfield  | Vélez Sarsfield | 0 (4)              |                    |                  |                  |  |                  |                  |           |           |  |
|  | 1.º B            | Godoy Cruz         | Vélez Sarsfield  | Vélez Sarsfield | 0 (4)              | 1                  |                  |                  |  |                  |                  |           |           |  |
|  | 1.º B            | Godoy Cruz         |                  |                 |                    |                    |                  |                  |  |                  |                  |           |           |  |
|  | 4.º A            | Vélez Sarsfield    | 2                |                 |                    |                    |                  |                  |  |                  |                  |           |           |  |
|  | 4.º A            | Vélez Sarsfield    | 2                |                 |                    |                    |                  |                  |  |                  |                  |           |           |  |
|  |                  |                    |                  |                 |                    |                    |                  |                  |  |                  |                  |           |           |  |

### Sedes
En esta etapa, los partidos se desarrollaron en sedes neutrales. Los siguientes estadios fueron los utilizados.
|                                         |                                          |                                                     |
|                                         |                                          |                                                     |
| Ciudad de Vicente López Ciudad: Florida | Florencio Sola Ciudad: Banfield          | La Pedrera Ciudad: Villa Mercedes                   |
|                                         |                                          |                                                     |
| Mario Alberto Kempes Ciudad: Córdoba    | Único de San Nicolás Ciudad: San Nicolás | Único Madre de Ciudades Ciudad: Santiago del Estero |

### Cuartos de final
| 20 de abril, 15:30 | Argentinos Juniors                                      | 1:1 (0:1) (3:2 p.)         | Defensa y Justicia                                 | Estadio Florencio Sola, Banfield                 |                                                  |
|                    | A. Rodríguez 85'                                        | Reporte                    | Bogarín 11'                                        | Árbitro(s): Andrés Merlos VAR: Fernando Espinoza | Árbitro(s): Andrés Merlos VAR: Fernando Espinoza |
|                    |                                                         | Tiros desde el punto penal |                                                    |                                                  |                                                  |
|                    | Oroz · Moyano · Gondou · Verón · Montiel · D. Rodríguez |                            | Aguilera · Burgos · Godoy · Soto · López · Molinas |                                                  |                                                  |

| 20 de abril, 18:30 | Estudiantes (LP)              | 3:0 (1:0) | Barracas Central | Estadio Ciudad de Vicente López, Florida     |                                              |
|                    | Carrillo 2', 62' · Correa 86' | Reporte   |                  | Árbitro(s): Darío Herrera VAR: Silvio Trucco | Árbitro(s): Darío Herrera VAR: Silvio Trucco |

| 20 de abril, 21:30 | Godoy Cruz   | 1:2 (1:1) | Vélez Sarsfield | Estadio La Pedrera, Villa Mercedes             |                                                |
|                    | Altamira 18' | Reporte   | Romero 24', 68' | Árbitro(s): Sebastián Zunino VAR: Pablo Dóvalo | Árbitro(s): Sebastián Zunino VAR: Pablo Dóvalo |

| 21 de abril, 15:30 | River Plate               | 2:3 (1:1) | Boca Juniors                      | Estadio Mario Alberto Kempes, Córdoba           |                                                 |
|                    | Borja 10' · P. Díaz 90+7' | Reporte   | Merentiel 45+1', 67' · Cavani 62' | Árbitro(s): Yael Falcón Pérez VAR: Jorge Baliño | Árbitro(s): Yael Falcón Pérez VAR: Jorge Baliño |

### Semifinales
| 28 de abril, 15:30 | Argentinos Juniors                | 0:0 (2:4 p.)               | Vélez Sarsfield                             | Estadio Único de San Nicolás, San Nicolás de los Arroyos |                                               |
|                    |                                   | Reporte                    |                                             | Árbitro(s): Facundo Tello VAR: Mauro Vigliano            | Árbitro(s): Facundo Tello VAR: Mauro Vigliano |
|                    |                                   | Tiros desde el punto penal |                                             |                                                          |                                               |
|                    | Verón · Heredia · Moyano · Gondou |                            | Méndez · Vecino · García · Cáseres · Lobato |                                                          |                                               |

| 30 de abril, 20:00 | Estudiantes (LP)                    | 1:1 (0:1) (3:1 p.)         | Boca Juniors                       | Estadio Mario Alberto Kempes, Córdoba             |                                                   |
|                    | Cetré 76' (pen.)                    | Reporte                    | Merentiel 41'                      | Árbitro(s): Nazareno Arasa VAR: Fernando Espinoza | Árbitro(s): Nazareno Arasa VAR: Fernando Espinoza |
|                    |                                     | Tiros desde el punto penal |                                    |                                                   |                                                   |
|                    | Cetré · Mancuso · Carrillo · Méndez |                            | Cavani · Merentiel · Zenón · Figal |                                                   |                                                   |

### Final
| 5 de mayo, 15:30 | Estudiantes (LP)                                      | 1:1 (1:1, 1:0) (t. s.)(4:3 p.) | Vélez Sarsfield                                       | Estadio Único Madre de Ciudades, Santiago del Estero |                                                 |
|                  | Mancuso 14'                                           | Reporte                        | Sarco 63'                                             | Árbitro(s): Nicolás Ramírez VAR: Héctor Paletta      | Árbitro(s): Nicolás Ramírez VAR: Héctor Paletta |
|                  |                                                       | Tiros desde el punto penal     |                                                       |                                                      |                                                 |
|                  | Piatti · Mancuso · Correa · Cetré · Ascacibar · Zuqui |                                | Mamanna · Sarco · García · Cáseres · Lobato · Montoro |                                                      |                                                 |

#### Ficha del partido
| 22         | Guardameta     | Matías Mansilla    |     |
| 14         | Defensa        | Eros Mancuso       |     |
| 26         | Defensa        | Luciano Lollo      |     |
| 2          | Defensa        | Zaid Romero        |     |
| 13         | Defensa        | Gastón Benedetti   |     |
| 6          | Centrocampista | Santiago Ascacíbar |     |
| 22         | Centrocampista | Enzo Pérez         | 87' |
| 32         | Centrocampista | Tiago Palacios     | 75' |
| 7          | Centrocampista | José Sosa          | 46' |
| 18         | Centrocampista | Edwuin Cetré       |     |
| 9          | Delantero      | Guido Carrillo     | 75' |
| Entrenador | Entrenador     | Eduardo Domínguez  |     |

| 1          | Guardameta     | Tomás Marchiori   |     |
| 4          | Defensa        | Joaquín García    |     |
| 34         | Defensa        | Damián Fernández  |     |
| 31         | Defensa        | Valentín Gómez    |     |
| 3          | Defensa        | Elías Gómez       | 62' |
| 32         | Centrocampista | Christian Ordóñez |     |
| 26         | Centrocampista | Agustín Bouzat    | 99' |
| 20         | Centrocampista | Francisco Pizzini | 88' |
| 22         | Centrocampista | Claudio Aquino    | 88' |
| 27         | Centrocampista | Thiago Fernández  | 67' |
| 18         | Delantero      | Thiago Vecino     | 62' |
| Entrenador | Entrenador     | Gustavo Quinteros |     |

| 8  | Centrocampista | Fernando Zuqui | 46' |
| 20 | Defensa        | Eric Meza      | 75' |
| 27 | Delantero      | Javier Correa  | 75' |
| 10 | Delantero      | Pablo Piatti   | 87' |

| 2  | Defensa        | Emanuel Mammana  | 62' |
| 30 | Delantero      | Alejo Sarco      | 62' |
| 37 | Defensa        | Tomás Cavanagh   | 67' |
| 36 | Centrocampista | Álvaro Montoro   | 88' |
| 14 | Delantero      | Lenny Lobato     | 88' |
| 35 | Centrocampista | Santiago Cáseres | 99' |

| Anotado | 14' | Eros Mancuso | 1-0 |

| Anotado | 63' | Alejo Sarco | 1-1 |

|                    |                          | 0:1 | Acierto de penal         | Emanuel Mammana  |
| Pablo Piatti       | Acierto de penal         | 1:1 |                          |                  |
|                    |                          | 1:2 | Acierto de penal         | Alejo Sarco      |
| Eros Mancuso       | Fallo de penal (atajado) | 1:2 |                          |                  |
|                    |                          | 1:2 | Fallo de penal (atajado) | Joaquín García   |
| Javier Correa      | Acierto de penal         | 2:2 |                          |                  |
|                    |                          | 2:2 | Fallo de penal (atajado) | Santiago Cáseres |
| Edwuin Cetré       | Acierto de penal         | 3:2 |                          |                  |
|                    |                          | 3:3 | Acierto de penal         | Lenny Lobato     |
| Santiago Ascacíbar | Fallo de penal (atajado) | 3:3 |                          |                  |
|                    |                          | 3:3 | Fallo de penal (atajado) | Álvaro Montoro   |
| Fernando Zuqui     | Acierto de penal         | 4:3 |                          |                  |

| Amonestado | 52'   | Santiago Ascacíbar |
| Amonestado | 77'   | Enzo Pérez         |
| Amonestado | 77'   | Javier Correa      |
| Amonestado | 90+4' | Edwuin Cetré       |
| Amonestado | 103'  | Eric Meza          |

| Amonestado | 25'  | Christian Ordóñez |
| Amonestado | 34'  | Elías Gómez       |
| Amonestado | 120' | Diego Gómez       |

| Expulsado | 70' | Gastón Benedetti |

| Expulsado | 59' | Damián Fernández |

| Árbitro             | Nicolás Ramírez       |
| Árbitros asistentes | Maximiliano Del Yesso |
| Árbitros asistentes | Sebastián Raineri     |
| Cuarto árbitro      | Leandro Rey Hilfer    |
| Quinto árbitro      | Pablo González        |
| VAR                 | Héctor Paletta        |
| Asistente del VAR   | Pablo Dóvalo          |

| 22         | Guardameta     | Matías Mansilla    |     |
| 14         | Defensa        | Eros Mancuso       |     |
| 26         | Defensa        | Luciano Lollo      |     |
| 2          | Defensa        | Zaid Romero        |     |
| 13         | Defensa        | Gastón Benedetti   |     |
| 6          | Centrocampista | Santiago Ascacíbar |     |
| 22         | Centrocampista | Enzo Pérez         | 87' |
| 32         | Centrocampista | Tiago Palacios     | 75' |
| 7          | Centrocampista | José Sosa          | 46' |
| 18         | Centrocampista | Edwuin Cetré       |     |
| 9          | Delantero      | Guido Carrillo     | 75' |
| Entrenador | Entrenador     | Eduardo Domínguez  |     |

| 1          | Guardameta     | Tomás Marchiori   |     |
| 4          | Defensa        | Joaquín García    |     |
| 34         | Defensa        | Damián Fernández  |     |
| 31         | Defensa        | Valentín Gómez    |     |
| 3          | Defensa        | Elías Gómez       | 62' |
| 32         | Centrocampista | Christian Ordóñez |     |
| 26         | Centrocampista | Agustín Bouzat    | 99' |
| 20         | Centrocampista | Francisco Pizzini | 88' |
| 22         | Centrocampista | Claudio Aquino    | 88' |
| 27         | Centrocampista | Thiago Fernández  | 67' |
| 18         | Delantero      | Thiago Vecino     | 62' |
| Entrenador | Entrenador     | Gustavo Quinteros |     |

| 8  | Centrocampista | Fernando Zuqui | 46' |
| 20 | Defensa        | Eric Meza      | 75' |
| 27 | Delantero      | Javier Correa  | 75' |
| 10 | Delantero      | Pablo Piatti   | 87' |

| 2  | Defensa        | Emanuel Mammana  | 62' |
| 30 | Delantero      | Alejo Sarco      | 62' |
| 37 | Defensa        | Tomás Cavanagh   | 67' |
| 36 | Centrocampista | Álvaro Montoro   | 88' |
| 14 | Delantero      | Lenny Lobato     | 88' |
| 35 | Centrocampista | Santiago Cáseres | 99' |

| Anotado | 14' | Eros Mancuso | 1-0 |

| Anotado | 63' | Alejo Sarco | 1-1 |

|                    |                          | 0:1 | Acierto de penal         | Emanuel Mammana  |
| Pablo Piatti       | Acierto de penal         | 1:1 |                          |                  |
|                    |                          | 1:2 | Acierto de penal         | Alejo Sarco      |
| Eros Mancuso       | Fallo de penal (atajado) | 1:2 |                          |                  |
|                    |                          | 1:2 | Fallo de penal (atajado) | Joaquín García   |
| Javier Correa      | Acierto de penal         | 2:2 |                          |                  |
|                    |                          | 2:2 | Fallo de penal (atajado) | Santiago Cáseres |
| Edwuin Cetré       | Acierto de penal         | 3:2 |                          |                  |
|                    |                          | 3:3 | Acierto de penal         | Lenny Lobato     |
| Santiago Ascacíbar | Fallo de penal (atajado) | 3:3 |                          |                  |
|                    |                          | 3:3 | Fallo de penal (atajado) | Álvaro Montoro   |
| Fernando Zuqui     | Acierto de penal         | 4:3 |                          |                  |

| Amonestado | 52'   | Santiago Ascacíbar |
| Amonestado | 77'   | Enzo Pérez         |
| Amonestado | 77'   | Javier Correa      |
| Amonestado | 90+4' | Edwuin Cetré       |
| Amonestado | 103'  | Eric Meza          |

| Amonestado | 25'  | Christian Ordóñez |
| Amonestado | 34'  | Elías Gómez       |
| Amonestado | 120' | Diego Gómez       |

| Expulsado | 70' | Gastón Benedetti |

| Expulsado | 59' | Damián Fernández |

| Árbitro             | Nicolás Ramírez       |
| Árbitros asistentes | Maximiliano Del Yesso |
| Árbitros asistentes | Sebastián Raineri     |
| Cuarto árbitro      | Leandro Rey Hilfer    |
| Quinto árbitro      | Pablo González        |
| VAR                 | Héctor Paletta        |
| Asistente del VAR   | Pablo Dóvalo          |

## Goleadores
| Jugador              | Equipo            | Goles | Jugada | Cabeza | T. libre | Penal | PJ |
| -------------------- | ----------------- | ----- | ------ | ------ | -------- | ----- | -- |
| Miguel Borja         | River Plate       | 13    | 7      | 6      | 0        | 0     | 13 |
| Adrián Martínez      | Racing Club       | 12    | 10     | 2      | 0        | 0     | 14 |
| Juan Ignacio Ramírez | Newell's Old Boys | 8     | 6      | 1      | 0        | 1     | 14 |
| Edinson Cavani       | Boca Juniors      | 7     | 4      | 2      | 0        | 1     | 12 |
| Miguel Merentiel     | Boca Juniors      | 7     | 7      | 0      | 0        | 0     | 16 |

## Entrenadores
| Listado de entrenadores                                                                        | Listado de entrenadores        | Listado de entrenadores |
| Equipo                                                                                         | Entrenador                     | Fechas                  |
| ---------------------------------------------------------------------------------------------- | ------------------------------ | ----------------------- |
| Argentinos Juniors                                                                             | Pablo Guede                    | 1.ª a semifinales       |
| Atlético Tucumán                                                                               | Sergio Gómez Favio Orsi        | 1.ª a 6.ª               |
| Atlético Tucumán                                                                               | Diego Barrado (interino)       | 7.ª y 8.ª               |
| Atlético Tucumán                                                                               | Facundo Sava                   | 9.ª a 14.ª              |
| Banfield                                                                                       | Julio César Falcioni           | 1.ª a 14.ª              |
| Barracas Central                                                                               | Alejandro Orfila               | 1.ª a cuartos de final  |
| Belgrano                                                                                       | Guillermo Farré                | 1.ª a 10.ª              |
| Belgrano                                                                                       | Norberto Fernández (interino)  | 11.ª                    |
| Belgrano                                                                                       | Juan Cruz Real                 | 12.ª a 14.ª             |
| Boca Juniors                                                                                   | Diego Martínez                 | 1.ª a semifinales       |
| Central Córdoba (SdE)                                                                          | Abel Balbo                     | 1.ª a 13.ª              |
| Central Córdoba (SdE)                                                                          | Juan Carlos Roldán (interino)  | 14.ª                    |
| Defensa y Justicia                                                                             | Julio Vaccari                  | 1.ª a cuartos de final  |
| Deportivo Riestra                                                                              | Matías Módolo                  | 1.ª a 3.ª               |
| Deportivo Riestra                                                                              | Cristian Fabbiani              | 4.ª a 14.ª              |
| Estudiantes (LP)                                                                               | Eduardo Domínguez              | 1.ª a final             |
| Gimnasia y Esgrima (LP)                                                                        | Leonardo Madelón               | 1.ª a 14.ª              |
| Godoy Cruz                                                                                     | Daniel Oldrá                   | 1.ª a cuartos de final  |
| Huracán                                                                                        | Facundo Sava                   | 1.ª a 6.ª               |
| Huracán                                                                                        | Walter Coyette (interino)      | 7.ª a 9.ª               |
| Huracán                                                                                        | Frank Darío Kudelka            | 10.ª a 14.ª             |
| Independiente                                                                                  | Carlos Tévez                   | 1.ª a 14.ª              |
| Independiente Rivadavia                                                                        | Rodolfo de Paoli               | 1.ª a 7.ª               |
| Independiente Rivadavia                                                                        | Federico Arias (interino)      | 8.ª                     |
| Independiente Rivadavia                                                                        | Martín Cicotello               | 9.ª a 14.ª              |
| Instituto                                                                                      | Diego Dabove                   | 1.ª a 14.ª              |
| Lanús                                                                                          | Ricardo Zielinski              | 1.ª a 14.ª              |
| Newell's Old Boys                                                                              | Mauricio Larriera              | 1.ª a 14.ª              |
| Platense                                                                                       | Sebastián Grazzini             | 1.ª a 7.ª               |
| Platense                                                                                       | Sergio Gómez Favio Orsi        | 8.ª a 14.ª              |
| Racing Club                                                                                    | Gustavo Costas                 | 1.ª a 14.ª              |
| River Plate                                                                                    | Martín Demichelis              | 1.ª a cuartos de final  |
| Rosario Central                                                                                | Miguel Ángel Russo             | 1.ª a 14.ª              |
| San Lorenzo                                                                                    | Rubén Darío Insúa              | 1.ª a 13.ª              |
| San Lorenzo                                                                                    | Leandro Romagnoli (interino)   | 14.ª                    |
| Sarmiento (J)                                                                                  | Sergio Rondina                 | 1.ª a 6.ª               |
| Sarmiento (J)                                                                                  | Martín Funes (interino)        | 7.ª                     |
| Sarmiento (J)                                                                                  | Israel Damonte                 | 8.ª a 14.ª              |
| Talleres (C)                                                                                   | Walter Ribonetto               | 1.ª a 14.ª              |
| Tigre                                                                                          | Néstor Gorosito                | 1.ª a 11.ª              |
| Tigre                                                                                          | Juan Carlos Blengio (interino) | 12.ª                    |
| Tigre                                                                                          | Sebastián Domínguez            | 13.ª y 14.ª             |
| Unión                                                                                          | Cristian González              | 1.ª a 14.ª              |
| Vélez Sarsfield                                                                                | Gustavo Quinteros              | 1.ª a final             |
| 1. 2. 3. 4. 5. 6. 7. 8. 9. 10. 11. 12. 13. 14. 15. 16. 17. 18. 19. 20. 21. 22. 23. 24. 25. 26. |                                |                         |